# Javier Calvo Guirao
Javier Calvo Guirao (Madrid, 21 de gener de 1991) és un actor i director espanyol, conegut pel seu paper de Fer (Fernando Redondo) a la sèrie de televisió Física o química i pel musical La llamada on és codirector amb Javier Ambrossi.

## Biografia
La seva carrera com a actor es va iniciar amb onze anys, quan va pujar per primera vegada a un escenari i va començar a participar en obres com El misterio de Duarte, A través del espejo o El enfermo imaginario.
Calvo es va fer popular pel seu paper de Fer (Fernando Rodó) en la sèrie de televisió Física o química. Va marcar la seva carrera com a actor, on va interpretar a un jove homosexual que, al principi de la sèrie, està intentant sortir de l'armari i ser acceptat pels seus companys. Després de diverses temporades, a la tercera, coneix David, un dels seus amors en aquesta sèrie i el que més l'influirà, ja que serà l'amor de la seva vida.
La seva producció cinematogràfica inclou els llargmetratges Doctor Inferno (2007) i La viuda (2009).
Amb la seva parella, el també actor Javier Ambrossi, ha coescrit i codirigit muntatges teatrals com La llamada.

## Filmografia

### Cinema
| Any  | Títol         | Personatge    |
| ---- | ------------- | ------------- |
| 2007 | Doctor Infern | Bomber Johnny |
| 2009 | La viuda      | Carlos        |

### Sèries de televisió
| Any         | Sèrie                  | Personatge             | Canal    | Notes                                       |
| ----------- | ---------------------- | ---------------------- | -------- | ------------------------------------------- |
| 2008 - 2011 | Física o química       | Fernando «Fer» Redondo | Antena 3 | Paper principal, protagonista. 77 episodis. |
| 2014        | Los misterios de Laura | Guillermo Basc         | TVE      | Paper episodi. 1 episodi.                   |
| 2014        | Amar es para sempre    | Celso                  | Antena 3 |                                             |

### Curtmetratges
- Niebla.
- La Constante.
- Tu cubata detonante, per Almudena Monzú.
- Rotos.

## Teatre

### Teatre (Matadero Madrid)
- Aurora (Directora: Tamzin Townsend)
- Al sur de Europa. Tiempos difíciles.

### Teatre (Microteatro)
- Carachina
- La Hipodérmica
- Windsor (codirector i coescriptor de l'obra amb Javier Ambrossi)
- Miss fogones universal (com a codirector i coescriptor de l'obra amb Javier Ambrossi)

### Teatre (Garaje Lumiere)
- Los que besan bien.

### Teatre
- La llamada (Calvo és codirector i coescriptor de l'obra amb Javier Ambrossi). L'obra va guanyar nou premis Broadway World Espanya 2013, entre ells, el de millor direcció.